# Karin Svanborg-Sjövall
Karin Susanna Desirée Svanborg Sjövall, tidigare Svanborg, född 19 maj 1980 i Högalids församling, Stockholms län, är en svensk statsvetare och liberal opinionsbildare. Hon är statssekreterare på Kulturdepartementet hos Sveriges kulturminister Parisa Liljestrand sedan 2022. Hon var tidigare krönikör på Dagens Nyheters ledarsida och VD på tankesmedjan Timbro.

## Biografi
Karin Svanborg-Sjövall har en filosofie kandidatexamen i statsvetenskap och Europastudier. Hon studerade i Lund och Malmö. Karin Svanborg-Sjövall har också gått Stureakademin. År 2005 var hon vice ordförande i Liberala studenter. Hon har senare varit kanslichef för Folkpartiet i Europaparlamentet och politiskt sakkunnig i Utbildningsdepartementet.
Karin Svanborg-Sjövall har även varit ledarskribent på bland annat Dagens Nyheter, Kvällsposten och Gotlands Allehanda samt krönikör i Dagens Samhälle. År 2011 publicerade hon boken Kentucky fried children? Om den svenska valfrihetens rötter och dess fiender (Timbro). Titeln är ett citat av Olof Palme, och boken beskriver det motstånd som länge fanns mot till exempel friskolor och privatägda daghem. Boken kom 2012 i en engelsk utgåva (Private choice in the public sector: the new Swedish welfare model.)
Karin Svanborg-Sjövall blev 2012 ansvarig för välfärdsfrågor på Timbro. Mellan 2014 och 2020 var hon verkställande direktör för tankesmedjan.